# Heidenschlössle
Das Heidenschlössle, auch Bürgle, Birgle oder Birkle genannt, ist die Ruine einer Burg circa 1300 Meter südöstlich der Kirche des Ortsteils Orsingen der Gemeinde Orsingen-Nenzingen im Landkreis Konstanz in Baden-Württemberg.
Die Burg wurde vermutlich von den Herren von Orsingen im 13. Jahrhundert erbaut und 1618 erwähnt. Von der ehemaligen Burganlage sind noch Mauerreste und der Halsgraben erhalten.

## Sage
„Zu Anfang des vorigen Jahrhunderts ging der Mesner der Kirche zu Orsingen mit noch einigen Männern hinaus, um der schon seit altersher im Ort umgehenden Sage, daß im Heidenschlößchen ein Schatz vergraben sei, auf die Spur zu kommen. Mit Pickel und Spaten bewaffnet machten sie sich nachts zwölf an die Arbeit. Der Messner hatte ein Kerzenlicht und ein geweihtes Glöckchen mitgenommen, um böse Geister damit abzuwehren.
Nach einigm Graben waren die Schatzsucher auf eine Kiste gestoßen, auf der ein schwarzer Hund saß, die Wache haltend. Einer der Männer habe mit dem Spaten den Deckel der Kiste gehoben, worauf ein goldenes Kegelspiel sichtbar geworden sei. Entgegen der strengen Vorschrift, kein Wort zu sprechen, hätte einer der Männer bei diesem Anblick ein überraschendes „Aah“ ausgestoßen, worauf die Kerze erloschen sei. Bei ihrem Wiederanbrennen hätte man von der Kiste und dem Hund nichts mehr gesehen. Die Männer wären daraufhin enttäuscht abgezogen.“

„Das Glöckchen, das bei dieser mißglückten Unternehmung einen Sprung erhlten habe, wird heute noch von einer Nachfahrin des Mesners verwahrt und gegen die Gefahr eines aufziehenden Gewitters geläutet.“